# Ammomanes
Ammomanes és un gènere d'ocells de la família dels alàudids (Alaudidae). Aquestes terreroles habiten deserts, planures pedregoses, pastures àrides, turons i terres de conreu, des d'Àfrica i Aràbia fins a l'Índia.
Fan 13-15 cm de llargària. El plomatge tendeix a ser ocre pàl·lid per sobre i blanquinós per sota. Bec curt i cua més aviat curta, negrosa, amb àrees blanques.

## Llistat d'espècies
Se n'han descrit tres espècies dins aquest gènere:
- Ammomanes deserti - terrerola del desert.
- Ammomanes cinctura - terrerola cuabarrada.
- Ammomanes phoenicura - terrerola cua-rogenca.

En algunes classificacions l'espècie Ammomanopsis grayi és inclosa dins aquest gènere.